# Giovanni Andrea Podestà
Giovanni Andrea Podestà (Genova, 1608 – 1673 circa) è stato un pittore e incisore italiano.
Formatosi alla scuola di Giovanni Andrea Ferrari e Domenico Fiasella, poco più che adolescente si trasferì a Roma (la data non è certa ma da alcuni documenti risulta fosse il 1636). In quella città svilupperà quasi completamente la sua carriera.
Il suo lavoro più conosciuto e pregiato è certamente la Statua di Venere con numerosi putti, opera derivata da un dipinto di Tiziano Vecellio e dedicata al suo benefattore Cassiano dal Pozzo, già ministro delle arti e della cultura attorno alla cui figura era attivo un importante cenacolo di pittori e filosofi.
In questo e in altri circoli di artisti Podestà formò e perfezionò la propria tecnica soprattutto per lavori in acquaforte: in molte delle sue opere realizzate a partire dal suo arrivo a Roma, e fino al 1661, molti critici hanno ravvisato l'influenza dello stile del pittore Nicolas Poussin (1594-1665).
Entrato nelle grazie di dal Pozzo, l'artista genovese lavorò a fianco di altri noti artisti della corrente neoveneta attivi a Roma in quegli anni, come Pietro Testa e Benedetto Castiglione.
Altre incisioni Podestà eseguì poi anche per il principe Paolo Giordano Orsini II di Bracciano.
Nel 1650, a soli trent'anni, Podestà entrò a far parte della prestigiosa Accademia di San Luca di Roma.